# Nina Szacka
Nina Szacka (ros. Нина Сергеевна Шацкая; ur. 16 marca 1940 w Moskwie, zm. 23 maja 2021 tamże) – radziecka i rosyjska aktorka teatralna i filmowa.
Pochowana na Cmentarzu Trojekurowskim w Moskwie.

## Nagrody i odznaczenia
- Zasłużony Artysta Federacji Rosyjskiej (2008)